# Östra Ghats
Östra Ghats är den sydindiska platån Deccans östra kantberg. De går omkring 100 km från kusten och sönderfaller i flera olika delar: Koromandelghats, Nallamala-, Elgonda- och Palanathabergen; den högsta toppen är Dewodi Munda (1 645 m), men medelhöjden är endast 450 m och Östra Ghats är knappast annat än Deccanplatåns östra sluttning. I söder förenas de via Nilgiribergen med Västra Ghats.